# Kanonenturm (Vellberg)

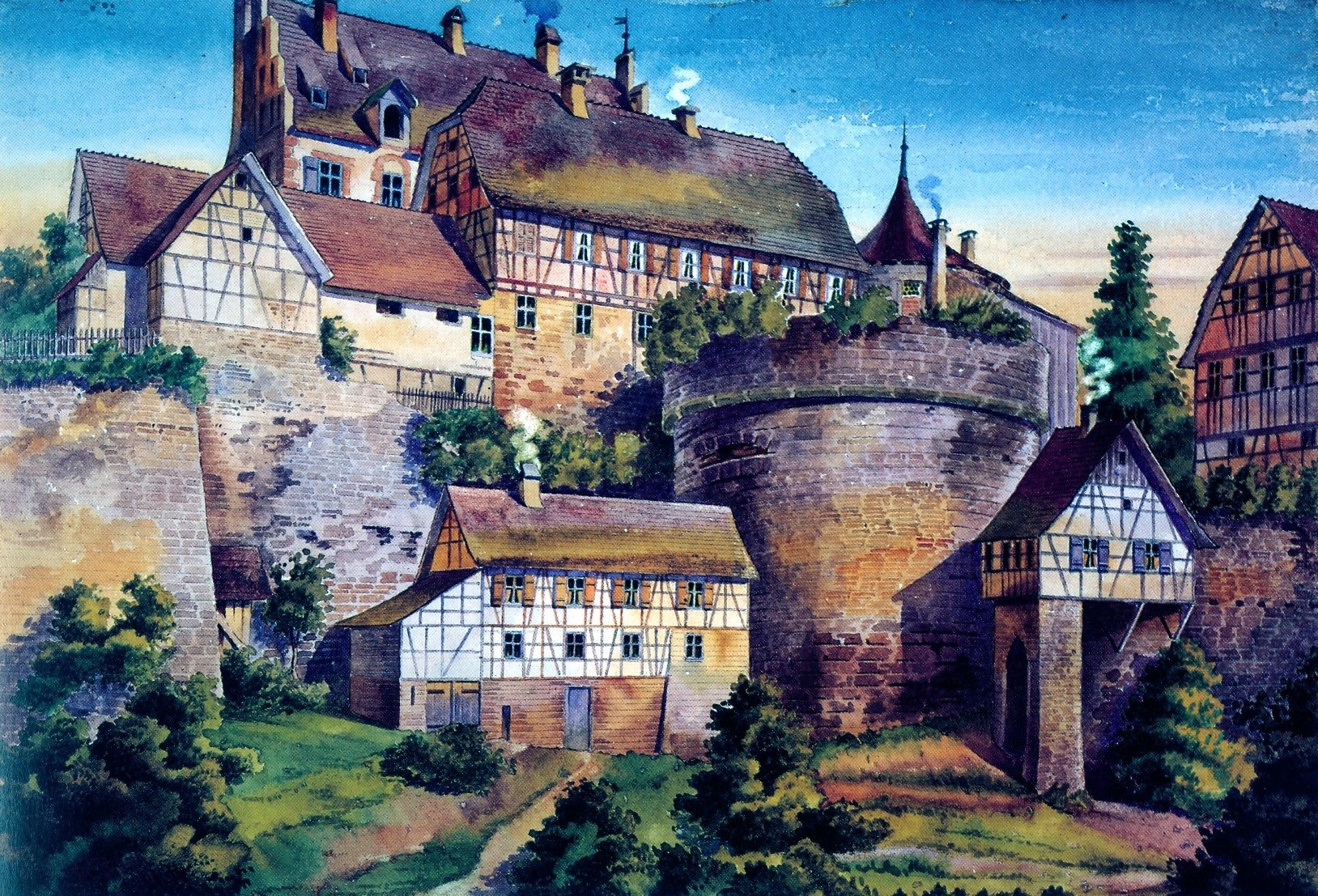
Kanonenturm und äußeres Zwingertor

Thorzwinger

Der Kanonenturm mit der Adresse Im Städtle 32 in Vellberg ist ein historischer Profanbau.

## Beschreibung
Der Kanonenturm gehörte zur mittelalterlichen Befestigung Vellbergs, die 1466 begonnen und im frühen 16. Jahrhundert beendet wurde. Ein Aquarell von Johann Friedrich Reik zeigt in der rechten Bildhälfte den großen runden Geschützturm mit offener Plattform und Torbogen zum Zwinger, der den Eingang zum Zwinger sowie die Vellberger Steige und den Schlossgraben schützte. Auf dem Turm befanden sich früher Geschütze, Hakenbüchsen und Halbhaken. Im inneren des Turmes befindet sich ein großer, öffentlich zugänglicher Raum mit Treppe in das offene Obergeschoss und einer kleinen Seitenkammer.